# 中央巡视组
中央巡视组，是中国共产党中央委员会派出的巡视机构，对中央巡视工作领导小组负责并报告工作。

## 历史沿革
1990年3月12日，中国共产党第十三届中央委员会第六次全体会议通过的《中共中央关于加强党同人民群众的联系的决定》中提出，“中央和各省、自治区、直辖市党委，可根据需要向各地、各部门派出巡视工作小组，授以必要的权力，对有关问题进行督促检查，直接向中央和省、区、市党委报告情况。这项工作，可吸收有经验、有威望的老同志参加。”。1996年1月，经中共中央批准，十四届中央纪委六次全会作出部署：“按照党的十三届六中全会通过的《中共中央关于加强党同人民群众联系的决定》的有关精神，中央纪律检查委员会根据工作需要，选派部级干部到地方和部门巡视，其任务是了解省、自治区、直辖市和中央、国家机关部委领导班子及其成员贯彻执行党的路线、方针、政策以及廉政情况，直接报告中央纪委，中央纪委及时报告党中央。”1996年，中央纪委第一次开展巡视。1996年4月至1998年8月，中央纪委先后派出7批巡视组开展试点，赴18个省（区）和部委开展巡视工作。1999年，中央组织了“三讲”教育专项巡视组到各地区各部门巡视。
2000年12月，十五届中央纪委五次全会指出，“为了加强对省（部）级党政领导班子和领导干部的监督，中央决定由中央纪委和中央组织部联合派出巡视组，重点对省（部）级党政领导班子特别是党政主要负责人进行监督。”2001年至2002年，中央纪委、中央组织部联合派出中央纪委、中央组织部巡视组，对部分省（自治区）开展巡视试点。2001年，中央纪委等联合派出三批巡视组，对八个省（自治区）进行了巡视。同时，中央纪委和中央组织部还联合成立了巡视办公室，加强了对巡视工作的领导。
2002年11月，中共十六大作出“改革和完善党的纪律检查体制，建立和完善巡视制度”的决策。按照中共十六大报告提出的“建立和完善巡视制度”的要求，2003年8月，经中共中央、国务院批准，中央纪委、中央组织部组建了“中央纪委、中央组织部巡视工作办公室”和“中央纪委、中央组织部巡视组”。中央纪委、中央组织部巡视组共5个，组长由中央纪委、中央组织部从刚自工作岗位离开、尚未办理退休（离休）手续的正省（部）级干部中选任，副组长由副部级巡视专员担任，由此改变了以往临时抽调人员组建临时性机构的办法。2003年12月，中共中央颁发《中国共产党党内监督条例（试行）》，用党内法规的形式确定了巡视制度为党内监督的十项制度之一。2004年，中央纪委、中央组织部联合发布《关于中共中央纪委、中共中央组织部巡视工作的暂行规定》，仅对中央纪委、中央组织部巡视组开展巡视工作作了规定。
当时，中央纪委、中央组织部巡视组监督检查的内容主要有：“省级领导班子及其成员遵守党的政治纪律、贯彻执行党的路线方针政策的情况；省级领导班子及其成员贯彻落实党风廉政建设责任制和廉政勤政的情况；省级领导班子及其成员贯彻执行民主集中制的情况；各省选拔任用领导干部的情况。”中央纪委、中央组织部巡视组直接对中央纪委常委会和中央组织部部务会负责，其工资和组织关系归中央纪委。截至2006年底，中央纪委、中央组织部巡视组已巡视31个省（自治区、直辖市）和新疆生产建设兵团、9家中央管理的银行、4家国有金融资产管理公司、部分保险公司，还开展了对国有重要骨干企业的巡视试点。同时，各省（自治区、直辖市）也陆续建起巡视机构及队伍，至2006年底，各省（自治区、直辖市）共巡视150个市（地、州）、507个县（市、区）。根据《中国共产党党内监督条例（试行）》的规定，各地方党委派出的巡视组，要向派出它的党组织报告工作。
2007年8月，中央纪委副书记、秘书长干以胜称，中央共设11个巡视组，其中，5个地方巡视组、1个金融巡视组、3个企业巡视组、2个国家机关巡视组。
2009年7月2日，中共中央印发《中国共产党巡视工作条例（试行）》。2009年11月，中共中央决定成立中央巡视工作领导小组，并将中央纪委、中央组织部巡视组改为中央巡视组。中央巡视组是中共中央派出的巡视机构。2010年4月1日，中央纪委、中央组织部以中纪发〔2010〕13号印发《中央巡视组工作规则（试行）》。同年，中央纪委、中央组织部还印发了《关于被巡视地区、单位配合中央巡视组开展巡视工作的暂行规定》。
各中央巡视组承担巡视任务，实行组长负责制，向中央巡视工作领导小组负责并报告工作，巡视对象为各省级行政岗位、党政岗位、省级以上企业单位的领导班子及其成员。巡视组组长一般从已离开一线岗位、但尚未年满70岁的省部级（正职）官员中选任，每次巡视根据任务临时安排。每轮中央巡视组通常共设10到13个巡视组。
2013年5月17日，中共中央政治局常委、中央纪委书记、中央巡视工作领导小组组长王岐山在中央巡视工作动员暨培训会议上讲话，提出巡视工作要突出四个重点，要求对领导干部报告个人有关事项进行抽查，并指出巡视组组长不是“铁帽子”，而是一次一授权。
2015年8月，中共中央印发《中国共产党巡视工作条例》，自2015年8月3日起施行，2009年7月2日中共中央印发的《中国共产党巡视工作条例（试行）》同时废止。该条例对包括中央巡视组在内的巡视工作作了进一步规范和明确。该条例将中央巡视工作领导小组对省区市巡视工作原“指导”关系改为“领导”关系，并扩大了被巡视对象的范围，将法院、检察院党组主要负责人，副省级市四套班子党组主要负责人以及中央部委、国家机关、人民团体领导班子及其成员、央属企业等也纳入巡视范围。2017年7月1日，《中共中央关于修改〈中国共产党巡视工作条例〉的决定》修改了该条例。
2017年中共十八大报告提出，要“更好发挥巡视制度监督作用”。中共十八届三中全会决定，改进中央和省区市巡视制度，做到对地方、部门、企事业单位全覆盖。
2024年2月修订的《中国共产党巡视工作条例》提出“必要时可以提级巡视”，扩大了巡视组的权力范围。

## 职权职责
2017年修改后的《中国共产党巡视工作条例》第九条规定：“党的中央和省、自治区、直辖市委员会设立巡视组，承担巡视任务。巡视组向巡视工作领导小组负责并报告工作。”第十条规定：“巡视组设组长、副组长、巡视专员和其他职位。巡视组实行组长负责制，副组长协助组长开展工作。”“巡视组组长根据每次巡视任务确定并授权。”
第十三条规定：“中央巡视组的巡视对象和范围是：
- （一）省、自治区、直辖市党委和人大常委会、政府、政协党组领导班子及其成员，省、自治区、直辖市高级人民法院、人民检察院党组主要负责人，副省级城市党委和人大常委会、政府、政协党组主要负责人；
- （二）中央部委领导班子及其成员，中央国家机关部委、人民团体党组（党委）领导班子及其成员；
- （三）中央管理的国有重要骨干企业、金融企业、事业单位党委（党组）领导班子及其成员；
- （四）中央要求巡视的其他单位的党组织领导班子及其成员。”[2]

第十五条规定：“巡视组对巡视对象执行《中国共产党章程》和其他党内法规，遵守党的纪律，落实全面从严治党主体责任和监督责任等情况进行监督，着力发现党的领导弱化、党的建设缺失、全面从严治党不力，党的观念淡漠、组织涣散、纪律松弛，管党治党宽松软问题：
- （一）违反政治纪律和政治规矩，存在违背党的路线方针政策的言行，有令不行、有禁不止，阳奉阴违、结党营私、团团伙伙、拉帮结派，以及落实意识形态工作责任制不到位等问题；
- （二）违反廉洁纪律，以权谋私、贪污贿赂、腐化堕落等问题；
- （三）违反组织纪律，违规用人、任人唯亲、跑官要官、买官卖官、拉票贿选，以及独断专行、软弱涣散、严重不团结等问题；
- （四）违反群众纪律、工作纪律、生活纪律，落实中央八项规定精神不力，搞形式主义、官僚主义、享乐主义和奢靡之风等问题；
- （五）派出巡视组的党组织要求了解的其他问题。”[2]

第十六条规定：“派出巡视组的党组织可以根据工作需要，针对所辖地方、部门、企事业单位的重点人、重点事、重点问题或者巡视整改情况，开展机动灵活的专项巡视。”

## 十八大至十九大期间巡视

### 2013年

#### 第一轮巡视
2013年6月至7月，十八届中央第一轮巡视派出10个巡视组，巡视江西、湖北、内蒙古、贵州、重庆5个省市和中储粮、水利部、中国出版集团、中国进出口银行、中国人民大学5家单位。
| 小组           | 进驻单位             | 组长   | 副组长       | 发现问题 | 备注   |
| -------------- | -------------------- | ------ | ------------ | --- | ------ |
| 中央第一巡视组 | 中国储备粮管理总公司 | 刘伟   | 李宏         | 中储粮河南公司董事长李长轩腐败案（中储粮河南窝案） 中储粮吉林公司总经理胥革非腐败案（中储粮吉林窝案） |        |
| 中央第二巡视组 | 湖北省               | 杜德印 | 刘卒         | 湖北省副省長郭有明腐败案 湖北省政协副主席陈柏槐腐败案 湖北省国资委副主任鲁力军腐败案 鄂州市政协主席刘沐珍腐败案 鄂州市人大主任涂维发腐败案 荆州市政协副主席余红星腐败案 荆州市宣传部长幸敬华腐败案 武汉市人大副主任罗长刚腐败案 湖北日报传媒集团总经理张勤耘腐败案                                 |        |
| 中央第三巡视组 | 水利部               | 孙晓群 | 郭林、胡新元 | | [ 22 ] |
| 中央第四巡视组 | 内蒙古自治区         | 薛延忠 | 马瑞民       | 内蒙古统战部部长王素毅腐败案 巴新铁路贿案（铁路大亨王春成、军委副主席徐才厚） |        |
| 中央第五巡视组 | 重庆市               | 徐光春 | 贺家铁       | 重庆市人大副主任谭栖伟腐败案 |        |
| 中央第六巡视组 | 贵州省               | 张文岳 | 赵文波       | 贵州省安顺市市长王术君腐败案 贵阳副市长吴军腐败案 貴州遵義市委書記廖少華腐敗案 |        |
| 中央第七巡视组 | 中国出版集团         | 马铁山 | 黎晓宏       | 中国出版集团腐败案（副总裁王俊国、中版教材总经理罗争玉、世界图书出版北京公司总经理张跃明） |        |
| 中央第八巡视组 | 江西省               | 王鸿举 | 宁延令       | 全国政协副主席苏荣腐败案 江西省副省长姚木根腐败案 江西人大常务副主任陈安众腐败案 江西省交通运输厅副厅长许润龙腐败案 中共江西省委秘书长赵智勇腐败案 江西吉安市政协副主席林翘银腐败案 江西水利厅副厅长文林腐败案 江西省政府副秘书长吴志明案 江西萍乡市腐败群案（市政协主席晏德文、市委秘书长张学民） |        |
| 中央第九巡视组 | 中国进出口银行       | 陈光林 | 佟延成       | 中国信保副总戴春宁腐败案 |        |
| 中央第十巡视组 | 中国人民大学         | 陈际瓦 | 张化为       | 人大招生就业处处长蔡荣生腐败案 |        |

#### 第二轮巡视
2013年11月至12月，十八届中央第二轮巡视派出10个巡视组，巡视吉林、山西、安徽、湖南、广东、云南6个省区和国土资源部、商务部、新华社、三峡集团4家单位。
| 小组           | 进驻单位         | 组长   | 副组长       | 发现问题 | 备注             |
| -------------- | ---------------- | ------ | ------------ | --- | ---------------- |
| 中央第一巡视组 | 商务部           | 陈光林 | 李宏、胡新元 | |                  |
| 中央第二巡视组 | 新华社           | 李景田 | 董宏         | |                  |
| 中央第三巡视组 | 国土资源部       | 杨晓渡 | 郭林         | |                  |
| 中央第四巡视组 | 吉林省           | 项宗西 | 马瑞民       | 全国政协副主席苏荣腐败案 |                  |
| 中央第五巡视组 | 云南省           | 徐光春 | 贺家铁       | 全国人大环资委副主任白恩培腐败案 云南省副省长沈培平腐败案 云南省委常委、昆明市委书记张田欣违纪案 |                  |
| 中央第六巡视组 | 山西省           | 叶冬松 | 赵文波       | 山西省委副书记金道铭腐败案 山西省政协副主席令政策腐败案 山西省副省长杜善学腐败案 山西省政协常委安俊生腐败案 朔州水利局原局长胡彪腐败案 山西省机关事务管理局局长任云峰腐败案 中国科协常务副主席申维辰腐败案 山西吕梁市长丁雪峰腐败案 公安部副部长李东生腐败案 原中共中央政治局常委周永康案 | 2014年山西腐败案 |
| 中央第七巡视组 | 安徽省           | 马铁山 | 刘卒         | |                  |
| 中央第八巡视组 | 广东省           | 张文岳 | 宁延令       | 广州市委书记万庆良腐败案 东莞市公安局局长严小康、副局长卢伟琪扫黄不力被免职 广东省清远市公安局森林分局局长凌子群参与赌博被免职 |                  |
| 中央第九巡视组 | 中国长江三峡集团 | 侯凯   | 佟延成       | 三峡董事长曹广晶和总经理陈飞被免 |                  |
| 中央第十巡视组 | 湖南省           | 陈际瓦 | 张化为       | 衡阳破坏选举案（湖南省政协原副主席童名谦） 湖南省政协副主席阳宝华腐败案 |                  |

### 2014年

#### 第三轮巡视
2014年4月至5月，十八届中央第三轮巡视派出13个巡视组，巡视北京、天津、辽宁、福建、山东、河南、海南、甘肃、宁夏、新疆8个省区市和新疆生产建设兵团、科技部、复旦大学、中粮集团5家单位。
| 小组             | 进驻单位                           | 组长   | 副组长         | 发现问题 | 备注 |
| ---------------- | ---------------------------------- | ------ | -------------- | --- | ---- |
| 中央第一巡视组   | 甘肃省                             | 杨松   | 李宏           | |      |
| 中央第二巡视组   | 北京市                             | 徐光春 | 李五四         | 北京市委副書記呂錫文案 |      |
| 中央第三巡视组   | 宁夏回族自治区                     | 马铁山 | 郭林           | 宁夏自治区公安厅副厅长贾奋强案 宁夏自治区交通运输厅副厅长杨有明案                                                               |      |
| 中央第四巡视组   | 山东省                             | 张文岳 | 马瑞民         | |      |
| 中央第五巡视组   | 天津市                             | 王明方 | 贺家铁         | 天津市公安局长武长顺腐败案 |      |
| 中央第六巡视组   | 新疆维吾尔自治区、新疆生产建设兵团 | 张基尧 | 赵文波、桑竹梅 | |      |
| 中央第七巡视组   | 海南省                             | 项宗西 | 刘卒           | 三亚市文联党组书记、主席吴国华案                                                                                                |      |
| 中央第八巡视组   | 河南省                             | 欧阳淞 | 宁延令         | 驻马店市委书记刘国庆案 开封市委书记刘长春案 河南省住建厅厅长刘洪涛案                                                            |      |
| 中央第九巡视组   | 福建省                             | 王正福 | 佟延成         | 福建省委副書記、省長苏树林案 福建省副省長徐钢案                                                                                 |      |
| 中央第十巡视组   | 科技部                             | 令狐安 | 胡新元         | 科技日報社原副社長王東寧案 |      |
| 中央第十一巡视组 | 辽宁省                             | 陈光林 | 张化为、刘立宪 | 辽宁拉票贿选案 遼寧省人大常委會委員、省人大法制委員會主任委員張家成案 中國醫科大學副校長肖玉平案 撫順市市委副書記、市長欒慶偉案 |      |
| 中央第十二巡视组 | 复旦大学                           | 董宏   | 彭文耀         | |      |
| 中央第十三巡视组 | 中粮集团                           | 朱保成 | 王海沙         | |      |

#### 第四轮巡视
2014年8月至9月，十八届中央第四轮巡视派出13个巡视组，巡视广西、上海、青海、西藏、浙江、河北、陕西、黑龙江、四川、江苏10个省区市和国家体育总局、中国科学院、一汽集团3家单位。
| 小组             | 进驻单位         | 组长   | 副组长         | 发现问题 | 备注 |
| ---------------- | ---------------- | ------ | -------------- | --- | ---- |
| 中央第一巡视组   | 广西壮族自治区   | 项宗西 | 李宏           | 钦州市副市长张鸿违纪案 河池市副市长黄德意违纪案 桂林市叠彩区区长陈建国致陪酒人醉死案 |      |
| 中央第二巡视组   | 上海市           | 张文岳 | 李五四         | 上海健康职业技术学院院长巫向前案 上海光明食品（集团）有限公司原董事长王宗南案 |      |
| 中央第三巡视组   | 青海省           | 马铁山 | 郭林           | 海东工业园区管委会常务副主任董璞案 |      |
| 中央第四巡视组   | 西藏自治区       | 叶冬松 | 贺家铁         | |      |
| 中央第五巡视组   | 浙江省           | 吉林   | 马瑞民         | 台州市中级人民法院院长丁铧案 |      |
| 中央第六巡视组   | 河北省           | 王正福 | 赵文波         | 衡水市政协主席王宝军案 唐山市人大常委会副主任赵山案 保定市人大常委会副主任孟晓灵案 石家庄市人大常委会副主任王俊英案 河北省环境保护厅副厅长李葆案 |      |
| 中央第七巡视组   | 陕西省           | 刘伟   | 刘卒           | 陕西省商洛疗养院院长李江鱼案 陕西省高级人民法院审判委员会委员周建明案 陕西省侨联多人腐败案 |      |
| 中央第八巡视组   | 黑龙江省         | 张基尧 | 宁延令、桑竹梅 | 黑龙江省农垦齐齐哈尔管理局原局长杜增杰案 黑龙江省农业机械工程科学研究院院长李国军案 绥化市政协原副主席王君案 黑龙江省政协办公厅副巡视员许兆君案 黑龙江省建设集团有限公司原董事长张厚案 大兴安岭地区行署专员单增庆案                                                        |      |
| 中央第九巡视组   | 四川省           | 杜德印 | 佟延成         | 四川省教育厅原巡视员何绍勇案 四川省投资集团有限责任公司副董事长赵德胜案 四川省经信委副主任唐浩案 四川省人大常委会原研究室主任曾平案 成都市委常委孙平案 成都市市长助理陈争鸣案 南充市委常委杨建华案                                                                         |      |
| 中央第十巡视组   | 中国科学院       | 令狐安 | 胡新元、刘实   | |      |
| 中央第十一巡视组 | 国家体育总局     | 张化为 | 刘立宪         | |      |
| 中央第十二巡视组 | 江苏省           | 徐光春 | 董宏、彭文耀   | 连云港市公安局长陆云飞案 南京市溧水区区委书记姜明案 江苏省能源局局长陈勇案 南京市建邺区区委书记冯亚军案 徐州市副市长李连玉案 |      |
| 中央第十三巡视组 | 中国第一汽车集团 | 朱保成 | 王海沙         | 一汽集团原副总经理安德武腐败案 一汽集团原副总经济师周勇江腐败案 一汽大众销售公司原副总经理静国松腐败案 一汽大众原党委书记钟立秋腐败案 一汽大众销售公司总经理李武腐败案 一汽大众销售公司原执行副总经理石涛腐败案 一汽大众汽车有限公司奥迪销售事业部副总经理周纯公款旅游事件 |      |

#### 第五轮巡视
2014年11月至12月，十八届中央第五轮巡视派出13个巡视组，巡视文化部、环保部、中国科协、全国工商联、中国国际广播电台、南方航空、中国船舶、中国联通、中国海运、华电集团、东风汽车、神华集团、中石化13家单位。
| 小组             | 进驻单位         | 组长   | 副组长         | 发现问题               | 备注 |
| ---------------- | ---------------- | ------ | -------------- | ---------------------- | ---- |
| 中央第一巡视组   | 南航集团         | 李宏   | 刘实           |                        |      |
| 中央第二巡视组   | 文化部           | 刘伟   | 李熙           |                        |      |
| 中央第三巡视组   | 环保部           | 吉林   | 韩亨林         |                        |      |
| 中央第四巡视组   | 中国国际广播电台 | 马瑞民 | 曾明子         |                        |      |
| 中央第五巡视组   | 全国工商联       | 马铁山 | 桑竹梅         |                        |      |
| 中央第六巡视组   | 中国石化         | 赵文波 | 徐爱婷         | 福建省省长苏树林腐败案 |      |
| 中央第七巡视组   | 中船集团         | 刘卒   | 陈毓江         |                        |      |
| 中央第八巡视组   | 中国联通         | 宁延令 | 丁伯东         |                        |      |
| 中央第九巡视组   | 中国海运         | 佟延成 | 王平           |                        |      |
| 中央第十巡视组   | 中国科协         | 叶冬松 | 胡新元         |                        |      |
| 中央第十一巡视组 | 中国华电         | 张化为 | 刘立宪         |                        |      |
| 中央第十二巡视组 | 神华集团         | 董宏   | 姜伯奎、彭文耀 |                        |      |
| 中央第十三巡视组 | 东风汽车         | 朱保成 | 王海沙         |                        |      |

### 2015年

#### 第六轮巡视
2015年3月至4月，十八届中央第六轮巡视派出13个巡视组，巡视26家单位。
| 小组             | 进驻单位                                          | 组长   | 副组长         | 发现问题                                       | 备注 |
| ---------------- | ------------------------------------------------- | ------ | -------------- | ---------------------------------------------- | ---- |
| 中央第一巡视组   | 中国核工业集团公司 中国核工业建设集团公司         | 李宏   | 李东序、刘实   |                                                |      |
| 中央第二巡视组   | 中国石油天然气集团公司 中国海洋石油总公司         | 李五四 | 赵小平、赵树林 |                                                |      |
| 中央第三巡视组   | 中国东方电气集团有限公司 国家开发投资公司         | 王立英 | 时希平、丁伯东 |                                                |      |
| 中央第四巡视组   | 中国电子科技集团公司 中国电子信息产业集团有限公司 | 马瑞民 | 刘怡、高林     |                                                |      |
| 中央第五巡视组   | 中國電力投資集團公司 国家核电技术公司             | 桑竹梅 | 辛志光、王杰之 |                                                |      |
| 中央第六巡视组   | 中国五矿集团公司 中国中化集团公司                 | 赵文波 | 国一民、陈琼   |                                                |      |
| 中央第七巡视组   | 中国建筑工程总公司 中国华能集团公司               | 刘卒   | 杨坚、陈毓江   |                                                |      |
| 中央第八巡视组   | 中国南方电网公司 国家电网公司                     | 宁延令 | 郜风涛         |                                                |      |
| 中央第九巡视组   | 中国远洋运输总公司 中国船舶重工集团公司           | 佟延成 | 马力强、李英   |                                                |      |
| 中央第十巡视组   | 中国通用技术集团公司 中国机械工业集团有限公司     | 胡新元 | 刘金平、王家伟 |                                                |      |
| 中央第十一巡视组 | 中国大唐集团公司 中国国电集团公司                 | 张化为 | 李志群、刘立宪 |                                                |      |
| 中央第十二巡视组 | 中国电信集团公司 中国移动通信集团公司             | 董宏   | 彭文耀、段湘晖 |                                                |      |
| 中央第十三巡视组 | 宝钢集团有限公司 武汉钢铁（集团）公司             | 朱保成 | 孙来燕、王海沙 | 武汉钢铁（集团）公司原党委书记、董事长邓崎琳案 |      |

#### 第七轮巡视
2015年7月至8月，十八届中央第七轮巡视派出13个巡视组，巡视26家单位。
| 小组             | 进驻单位                                        | 组长   | 副组长                 | 发现问题 | 备注 |
| ---------------- | ----------------------------------------------- | ------ | ---------------------- | -------- | ---- |
| 中央第一巡视组   | 中國航空集團公司 中国航空工业集团公司           | 李宏   | 李东序、龚超、王鸿津   |          |      |
| 中央第二巡视组   | 国家机关事务管理局 国务院扶贫开发领导小组办公室 | 李五四 | 吴瀚飞、赵树林、楊藝文 |          |      |
| 中央第三巡视组   | 中国航天科技集团公司 中国航天科工集团           | 李熙   | 周清玉、陈善光         |          |      |
| 中央第四巡视组   | 求是雜誌社 人民日报                             | 马瑞民 | 董涵英、包丰宇、杨文明 |          |      |
| 中央第五巡视组   | 国务院台湾事务办公室 中央直屬機關事務管理局     | 桑竹梅 | 丁伯东、衣雪青、陈毓江 |          |      |
| 中央第六巡视组   | 中國華潤總公司 中國郵政集团公司                 | 赵文波 | 国一民、张响贤、刘惠   |          |      |
| 中央第七巡视组   | 中国兵器装备集团公司 中國兵器工業集團公司       | 刘卒   | 杨坚、寿梅生、周小莹   |          |      |
| 中央第八巡视组   | 国家铁路局 中国铁路总公司                       | 宁延令 | 张松涛、李雪勤、王志明 |          |      |
| 中央第九巡视组   | 中国东方航空集团 中國商用飛機有限责任公司       | 佟延成 | 季晓南、庄超英、廖建宇 |          |      |
| 中央第十巡视组   | 招商局集團 中國港中旅集團                       | 胡新元 | 赵小平、张林、王洪祥   |          |      |
| 中央第十一巡视组 | 哈尔滨电气集团公司 中國第一重型機械集團公司     | 谢秀兰 | 李志群、刘立宪、周农向 |          |      |
| 中央第十二巡视组 | 交通運輸部 中国民用航空局                       | 王怀臣 | 彭文耀、王成波、彭文耀 |          |      |
| 中央第十三巡视组 | 鞍山钢铁集团公司 中国铝业公司                   | 朱保成 | 孙来燕、王海沙         |          |      |

#### 第八轮巡视
2015年11月至12月，十八届中央第八轮巡视派出15个巡视组，巡视31家单位。
| 小组             | 进驻单位                                                          | 组长   | 副组长                 | 发现问题 | 备注 |
| ---------------- | ----------------------------------------------------------------- | ------ | ---------------------- | -------- | ---- |
| 中央第一巡视组   | 中共中央党史研究室 中国社会科学院                                 | 王懷臣 | 彭文耀、趙春光、黃建平 |          |      |
| 中央第二巡视组   | 共青團中央 中國文聯                                               | 李五四 | 韋翼群、蕭德福、賀恆陽 |          |      |
| 中央第三巡视组   | 中國銀行股份有限公司 中國農業銀行股份有限公司                     | 曲淑輝 | 郜風濤、黃德安、趙力平 |          |      |
| 中央第四巡视组   | 中國工商銀行股份有限公司 交通銀行股份有限公司                     | 馬瑞民 | 李繼平、趙樹林、姚瑞峰 |          |      |
| 中央第五巡视组   | 國家開發銀行股份有限公司 中国农业发展银行                         | 桑竹梅 | 董樹奎、羅志軍、寇昉   |          |      |
| 中央第六巡视组   | 中國人民銀行 國家外匯管理局                                       | 趙文波 | 梁艾福、董雲鵬、樊勇   |          |      |
| 中央第七巡视组   | 中国证券监督管理委员会 上海证券交易所 深圳证券交易所              | 劉卒   | 董涵英、魏強、胡文容   |          |      |
| 中央第八巡视组   | 国家统计局 教育部                                                 | 宁延令 | 李雪勤、劉安成         |          |      |
| 中央第九巡视组   | 国家林业局 中国气象局                                             | 吳瀚飛 | 陳毓江、李金英         |          |      |
| 中央第十巡视组   | 中國人壽保險（集團）公司 中國太平保險集團有限責任公司             | 胡新元 | 李克、張向東、李廣智   |          |      |
| 中央第十一巡视组 | 中國人民保險集團股份有限公司 中国出口信用保险公司                 | 謝秀蘭 | 尋寰中、劉立憲、劉鳳岐 |          |      |
| 中央第十二巡视组 | 中国银行业监督管理委员会 中國建設銀行股份有限公司                 | 武在平 | 穆占英、吳海英、回建   |          |      |
| 中央第十三巡视组 | 中国投资有限责任公司 中國中信集團有限公司                         | 朱保成 | 杜淵泉、王海沙、楊正超 |          |      |
| 中央第十四巡视组 | 中国保险监督管理委员会 中國光大集團股份公司                       | 許傳智 | 李東序、顧勇、王貴平   |          |      |
| 中央第十五巡视组 | 國務院三峽工程建設委員會辦公室 國務院南水北調工程建設委員會辦公室 | 楊文明 | 丁伯東、李維超、楊景海 |          |      |

### 2016年

#### 第九轮巡视
2016年3月至4月，十八届中央第九轮巡视派出15个巡视组，巡视32家单位，并首次同时对辽宁、安徽、山东、湖南4个省份巡视“回头看”。
| 小组             | 进驻单位                                                           | 组长   | 副组长                       | 发现问题 | 备注         |
| ---------------- | ------------------------------------------------------------------ | ------ | ---------------------------- | --- | ------------ |
| 中央第一巡视组   | 中央宣传部 国家新闻出版广电总局                                    | 王怀臣 | 施克辉、刘小明、赵春光、马辉 | |              |
| 中央第二巡视组   | 工业和信息化部 国家国防科技工业局 国家烟草专卖局                   | 张立军 | 赵树林、戴柏华、李景辉       | |              |
| 中央第三巡视组   | 辽宁省 山东省                                                      | 叶青纯 | 刘维佳、朱国贤、陈江         | 辽宁省委原书记王珉案 辽宁省人大常委会副主任王阳案 辽宁省委常委政法委书记苏宏章案 辽宁省人大常委会副主任郑玉焯案 山东省济南市委副书记、市长杨鲁豫案 | 巡视“回头看” |
| 中央第四巡视组   | 国家工商行政管理总局 国家质量监督检验检疫总局                      | 马瑞民 | 胡敏、臧雪涛、王树江         | |              |
| 中央第五巡视组   | 安徽省 湖南省                                                      | 桑竹梅 | 沈永社、边祥慧、陈杰         | 安徽省副省长杨振超案 安徽省副省长陈树隆案 | 巡视“回头看” |
| 中央第六巡视组   | 司法部 国家文物局                                                  | 陈瑞萍 | 陈毓江、吴浩、高伟明         | 司法部政治部主任卢恩光案（部长吴爱英） |              |
| 中央第七巡视组   | 海关总署 国家旅游局                                                | 刘卒   | 王进义、王春法、姜小林       | |              |
| 中央第八巡视组   | 农业部 中国农业科学研究院 中华全国供销合作总社                     | 宁延令 | 李雪勤、刘安成、李元成       | |              |
| 中央第九巡视组   | 民政部 全国老龄办 国家信访局                                       | 吴瀚飞 | 张林、王胜万、张文林         | 民政部部长李立国、副部长窦玉沛案 |              |
| 中央第十巡视组   | 国家民族事务委员会 国家宗教局                                      | 胡新元 | 李广智、曾超鹏、黎昭         | |              |
| 中央第十一巡视组 | 人力资源和社会保障部 国家公务员局 国家外国专家局                   | 陈小江 | 刘立宪、王国利、许成仓       | |              |
| 中央第十二巡视组 | 全国总工会 全国妇联                                                | 武在平 | 张忠军、陈擎苍、冯力军       | |              |
| 中央第十三巡视组 | 国家发改委 国家粮食局 国家能源局                                   | 朱保成 | 王海沙、赵冰、夏先德         | |              |
| 中央第十四巡视组 | 国务院国资委 国家邮政局                                            | 陶治国 | 董涵英、刘正均、刘苹         | |              |
| 中央第十五巡视组 | 国家卫生和计划生育委员会 国家食品药品监督管理总局 国家中医药管理局 | 杨文明 | 丁伯东、李世成、张天强       | |              |

#### 第十轮巡视
2016年7月至8月，十八届中央第十轮巡视派出15个巡视组，巡视32家单位，并同时对天津、江西、河南、湖北4个省市巡视“回头看”。
| 小组             | 进驻单位                                                     | 组长   | 副组长                 | 发现问题                                        | 备注         |
| ---------------- | ------------------------------------------------------------ | ------ | ---------------------- | ----------------------------------------------- | ------------ |
| 中央第一巡视组   | 中央国家机关工作委员会 国务院参事室 国务院法制办公室         | 王怀臣 | 赵春光、杨体军、李洪斌 |                                                 |              |
| 中央第二巡视组   | 审计署 全國社會保障基金理事會                                | 赵凤桐 | 赵树林、李龙成、胡奕   |                                                 |              |
| 中央第三巡视组   | 天津市 湖北省                                                | 叶青纯 | 刘维佳、伏宁、刘长楼   | 天津市委代书记黄兴国腐败案 天津市副市长尹海林案 | 巡视“回头看” |
| 中央第四巡视组   | 中央对外联络部 中國人民對外友好協會                          | 马瑞民 | 李学东、贾朝忠、任华   |                                                 |              |
| 中央第五巡视组   | 全国政协机关                                                 | 桑竹梅 | 江龙、孙洪山、任爱军   |                                                 |              |
| 中央第六巡视组   | 住房和城乡建设部 中国地震局                                  | 陈瑞萍 | 陈毓江、马明、秦斌     |                                                 |              |
| 中央第七巡视组   | 全国人大常委会机关                                           | 刘卒   | 张岩松、游美萍、赵德武 |                                                 |              |
| 中央第八巡视组   | 国务院侨务办公室 国务院港澳事务办公室 中国国际贸易促进委员会 | 宁延令 | 窦朝晖、李有祥、李捍国 |                                                 |              |
| 中央第九巡视组   | 中央统战部 中央社会主义学院                                  | 吴瀚飞 | 张林、李永和、张秋生   |                                                 |              |
| 中央第十巡视组   | 国家安全生产监督管理总局 國家知識產權局                      | 胡新元 | 李桂华、张汝杰、王东伟 |                                                 |              |
| 中央第十一巡视组 | 江西省 河南省                                                | 徐令义 | 薛利、刘安成、丁伯东   |                                                 | 巡视“回头看” |
| 中央第十二巡视组 | 外交部 中国人民外交学会                                      | 武在平 | 吴奇修、胡卫列、王立山 |                                                 |              |
| 中央第十三巡视组 | 财政部 国家税务总局                                          | 朱保成 | 王海沙、王本强、王衍诗 |                                                 |              |
| 中央第十四巡视组 | 中央防范和处理邪教问题领导小组办公室 公安部                  | 陶治国 | 叶晓颖、赵永旺、朱向峰 |                                                 |              |
| 中央第十五巡视组 | 中央机构编制委员会办公室 中央直属机关工作委员会              | 杨文明 | 董涵英、马文辉、孙成良 |                                                 |              |

#### 第十一轮巡视
2016年11月至12月，十八届中央第十一轮巡视派出15个巡视组，巡视27家单位，并同时对北京、重庆、广西、甘肃4个省区市巡视“回头看”。
| 小组             | 进驻单位                                             | 组长   | 副组长                         | 发现问题                                          | 备注         |
| ---------------- | ---------------------------------------------------- | ------ | ------------------------------ | ------------------------------------------------- | ------------ |
| 中央第一巡视组   | 光明日报社 中国日报社 经济日报社                     | 王怀臣 | 赵春光、赵雯、林涛             |                                                   |              |
| 中央第二巡视组   | 最高人民法院                                         | 叶青纯 | 张广志、李旭、杨宏勇           |                                                   |              |
| 中央第三巡视组   | 甘肃省 广西壮族自治区                                | 傅自应 | 曹毅、邱水平、罗兴平、王新光   | 甘肃省副省长虞海燕腐败案 甘肃省委书记王三运腐败案 | 巡视“回头看” |
| 中央第四巡视组   | 中华全国归国华侨联合会 中华全国台湾同胞联谊会        | 马瑞民 | 张本平、赵树林、葛小春         |                                                   |              |
| 中央第五巡视组   | 中央编译局 中国外文局                                | 刘维佳 | 任爱军、肖翔、邓玉桂           |                                                   |              |
| 中央第六巡视组   | 中国作家协会 中华全国新闻工作者协会                  | 陈瑞萍 | 陈毓江、黄河、文秋良           |                                                   |              |
| 中央第七巡视组   | 最高人民检察院                                       | 刘卒   | 张秋生、陈方立、彭光华         |                                                   |              |
| 中央第八巡视组   | 中国工程院 国家自然科学基金委员会 中国工程物理研究院 | 宁延令 | 薛利、清河                     |                                                   |              |
| 中央第九巡视组   | 中国红十字会 中国宋庆龄基金会                        | 吴瀚飞 | 张林、李博、杨春雷             |                                                   |              |
| 中央第十巡视组   | 国务院发展研究中心 中国残疾人联合会                  | 胡新元 | 刘立宪、陈小军、张凤玲         |                                                   |              |
| 中央第十一巡视组 | 北京市 重庆市                                        | 徐令义 | 刘安成、卢保民、于柯超、李述永 | 中共中央政治局委员、中共重庆市委书记孙政才案      | 巡视“回头看” |
| 中央第十二巡视组 | 中国浦东干部学院 中国井冈山干部学院 中国延安干部学院 | 武在平 | 李学东、孙光奇、胡冬梅         |                                                   |              |
| 中央第十三巡视组 | 中共中央党校 国家行政学院                            | 朱保成 | 王海沙、李晓超、欧阳卫民       |                                                   |              |
| 中央第十四巡视组 | 中央人民广播电台 中央电视台                          | 陶治国 | 丁伯东、丁国光、盛勇强         |                                                   |              |
| 中央第十五巡视组 | 中央文献研究室 中国法学会                            | 杨文明 | 董涵英、刘长春、程继斌         |                                                   |              |

### 2017年

#### 第十二轮巡视
2017年3月至4月，十八届中央第十二轮巡视派出15个巡视组，巡视29所中管高校，首次对4家单位开展“机动式”巡视，并同时对内蒙古、吉林、云南、陕西4个省区巡视“回头看”。至本轮巡视结束，第十八届中央完成了对中央和国家机关、省区市和新疆生产建设兵团、国有重要骨干企业、中央金融单位和中管高校的巡视全覆盖。
| 小组             | 进驻单位                                                        | 组长   | 副组长                       | 发现问题 | 备注         |
| ---------------- | --------------------------------------------------------------- | ------ | ---------------------------- | --- | ------------ |
| 中央第一巡视组   | 中国农业大学 南开大学 天津大学                                  | 王怀臣 | 赵春光、余勇、张麟           | |              |
| 中央第二巡视组   | 内蒙古自治区 吉林省                                             | 叶青纯 | 薛利、杨宏勇、肖贵玉、蒿慧杰 | | 巡视“回头看” |
| 中央第三巡视组   | 厦门大学 中山大学                                               | 刘维佳 | 王新光、赵永旺、王晓光       | |              |
| 中央第四巡视组   | 南京大学 东南大学 中国科学技术大学                              | 马瑞民 | 赵树林、章轲、王利华         | |              |
| 中央第五巡视组   | 北京航空航天大学 北京理工大学 哈尔滨工业大学                    | 桑竹梅 | 王立山、姜小林、王文娟       | |              |
| 中央第六巡视组   | 中国铁路总公司 中国船舶重工集团公司                             | 陈瑞萍 | 陈毓江、胡志权               | | “机动式”巡视 |
| 中央第七巡视组   | 清华大学 山东大学                                               | 刘卒   | 舒国增、张秋生、孟冬         | |              |
| 中央第八巡视组   | 中央网络安全和信息化领导小组办公室 国务院扶贫开发领导小组办公室 | 宁延令 | 高飞、罗建文                 | 中央网信办原主任鲁炜案 | “机动式”巡视 |
| 中央第九巡视组   | 重庆大学 四川大学                                               | 吴瀚飞 | 张林、李博、王瑞军           | |              |
| 中央第十巡视组   | 武汉大学 华中科技大学 中南大学                                  | 胡新元 | 张岩松、黄冠胜、黄继鹏       | |              |
| 中央第十一巡视组 | 云南省 陕西省                                                   | 徐令义 | 刘立宪、刘安成、王瑛、孟庆松 | 陕西省委书记赵正永案 西安市委书记魏民洲案 陕西省委秘书长钱引安案 陕西省副省长冯新柱案 陕西省副省长陈国强案 云南省委书记秦光荣案 | 巡视“回头看” |
| 中央第十二巡视组 | 北京师范大学 大连理工大学 吉林大学                              | 武在平 | 张天强、肖远企、戴武军       | |              |
| 中央第十三巡视组 | 北京大学 兰州大学                                               | 朱保成 | 王海沙、王新哲、李赤一       | |              |
| 中央第十四巡视组 | 上海交通大学 同济大学 浙江大学                                  | 李五四 | 李学东、刘志、郑宏           | |              |
| 中央第十五巡视组 | 西安交通大学 西北农林科技大学 西北工业大学                      | 杨文明 | 董涵英、宋大军、陈春平       | |              |

## 十九大至二十大期间巡视

### 2018年

#### 第一轮巡视
2018年2月至5月，十九届中央第一轮巡视对14个省区和16个中央单位进行常规巡视。对第一轮巡视所涉及10个副省级城市的党委和人大常委会、政府、政协党组主要负责人也一并纳入巡视范围。
| 小组             | 进驻单位                                                                          | 组长   |
| ---------------- | --------------------------------------------------------------------------------- | ------ |
| 中央第一巡视组   | 福建省（含厦门市四大班子党委党组） 河南省                                         | 罗志军 |
| 中央第二巡视组   | 中国通用技术集团公司 中国邮政集团公司                                             | 薛利   |
| 中央第三巡视组   | 国家体育总局 国家统计局                                                           | 陈瑞萍 |
| 中央第四巡视组   | 四川省（含成都市四大班子党委党组） 贵州省                                         | 赵凤桐 |
| 中央第五巡视组   | 文化部（现文化和旅游部） 新华社                                                   | 桑竹梅 |
| 中央第六巡视组   | 辽宁省（含沈阳市、大连市四大班子党委党组） 黑龙江省（含哈尔滨市四大班子党委党组） | 王荣军 |
| 中央第七巡视组   | 江苏省（含南京市四大班子党委党组） 山东省（含济南市、青岛市四大班子党委党组）     | 张立军 |
| 中央第八巡视组   | 湖南省 宁夏回族自治区                                                             | 宁延令 |
| 中央第九巡视组   | 中国远洋海运集团有限公司 中国旅游集团有限公司                                     | 吴瀚飞 |
| 中央第十巡视组   | 中国核工业集团有限公司 中国华电集团                                               | 喻红秋 |
| 中央第十一巡视组 | 住房和城乡建设部 国家食品药品监督管理总局（现属国家市场监管总局）                 | 刘维佳 |
| 中央第十二巡视组 | 广东省（含广州市、深圳市四大班子党委党组） 海南省                                 | 武在平 |
| 中央第十三巡视组 | 中粮集团有限公司 中国储备粮管理集团有限公司                                       | 杨艺文 |
| 中央第十四巡视组 | 商务部 海关总署                                                                   | 杨鑫   |
| 中央第十五巡视组 | 河北省 山西省                                                                     | 刘实   |

#### 第二轮巡视
2018年10月至11月，十九届中央第二轮巡视对13个省份和13个有关单位进行首次中央脱贫攻坚专项巡视。
| 小组             | 进驻单位                              | 组长   |
| ---------------- | ------------------------------------- | ------ |
| 中央第一巡视组   | 青海省 甘肃省                         | 黄先耀 |
| 中央第二巡视组   | 湖北省 广西壮族自治区                 | 薛利   |
| 中央第三巡视组   | 西藏自治区                            | 孙也刚 |
| 中央第四巡视组   | 重庆市 陕西省                         | 赵凤桐 |
| 中央第五巡视组   | 教育部 国家卫生健康委员会             | 桑竹梅 |
| 中央第六巡视组   | 新疆维吾尔自治区                      | 王荣军 |
| 中央第七巡视组   | 国家发展和改革委员会 住房和城乡建设部 | 郭旭明 |
| 中央第八巡视组   | 内蒙古自治区 吉林省                   | 宁延令 |
| 中央第九巡视组   | 水利部 交通运输部                     | 吴瀚飞 |
| 中央第十巡视组   | 财政部 人力资源和社会保障部           | 吴海英 |
| 中央第十一巡视组 | 安徽省 江西省                         | 刘维佳 |
| 中央第十二巡视组 | 云南省                                | 武在平 |
| 中央第十三巡视组 | 国务院扶贫开发领导小组办公室          | 李炎溪 |
| 中央第十四巡视组 | 农业农村部 民政部                     | 刘彦平 |
| 中央第十五巡视组 | 中国农业发展银行 中国农业银行         | 苏波   |

### 2019年

#### 第三轮巡视
2019年4月至6月，十九届中央第三轮巡视对42家中管企业和3个行业主管部门党组（党委）集中开展常规巡视。
| 小组             | 进驻单位                                                   | 组长   |
| ---------------- | ---------------------------------------------------------- | ------ |
| 中央第一巡视组   | 哈尔滨电气集团 中国东方电气集团 中国一重集团               | 黄先耀 |
| 中央第二巡视组   | 中国石油天然气集团 中国海洋石油集团 中国石油化工集团       | 薛利   |
| 中央第三巡视组   | 国务院国有资产监督管理委员会 国家能源局 国家国防科技工业局 | 张立军 |
| 中央第四巡视组   | 中国商用飞机 中国航空工业集团 中國航空發動機集團           | 赵凤桐 |
| 中央第五巡视组   | 中国兵器工业集团 中国兵器装备集团 中国电子信息产业集团     | 王卫东 |
| 中央第六巡视组   | 中国移动 中国联通 中国电信                                 | 王荣军 |
| 中央第七巡视组   | 中国第一汽车集团 中国长江三峡集团 东风汽车集团             | 郭旭明 |
| 中央第八巡视组   | 国家能源投资集团 中国华能集团 中国大唐集团                 | 宁延令 |
| 中央第九巡视组   | 中国航天科工集团 中国航天科技集团 中国电子科技集团         | 吴瀚飞 |
| 中央第十巡视组   | 中国宝武钢铁集团 鞍山鋼鐵集團 中国铝业集团                 | 周新建 |
| 中央第十一巡视组 | 中国南方电网 国家电网 国家电力投资集团                     | 刘维佳 |
| 中央第十二巡视组 | 招商局集團 華潤集團 国家开发投资集团                       | 武在平 |
| 中央第十三巡视组 | 中国东方航空 中国南方航空 中国航空集团                     | 李炎溪 |
| 中央第十四巡视组 | 中国中化集团 中国建筑集团 中国五矿集团                     | 刘彦平 |
| 中央第十五巡视组 | 中國機械工業集團 中国船舶重工集团 中国船舶工业集团         | 苏波   |

#### 第四轮巡视
2019年9月至11月，十九届中央第四轮巡视派出15个巡视组对37个中央和国家机关单位党组织开展常规巡视。
| 小组             | 进驻单位                                                                   | 组长   |
| ---------------- | -------------------------------------------------------------------------- | ------ |
| 中央第一巡视组   | 中央台湾工作办公室 中华全国台湾同胞联谊会                                  | 黄先耀 |
| 中央第二巡视组   | 科学技术部 国家自然科学基金委员会 科技日报社                               | 薛利   |
| 中央第三巡视组   | 中华全国总工会 共青团中央 中华全国妇女联合会                               | 龚堂华 |
| 中央第四巡视组   | 最高人民法院 最高人民检察院                                                | 赵凤桐 |
| 中央第五巡视组   | 外交部 中國人民對外友好協會 中国人民外交学会                               | 王卫东 |
| 中央第六巡视组   | 中国文学艺术界联合会 中国作家协会 中华全国新闻工作者协会                   | 王荣军 |
| 中央第七巡视组   | 国家民族事务委员会 中华全国归国华侨联合会                                  | 郭旭明 |
| 中央第八巡视组   | 司法部 中国法学会                                                          | 宁延令 |
| 中央第九巡视组   | 中央机构编制委员会办公室 中共中央党校（国家行政学院）                      | 吴瀚飞 |
| 中央第十巡视组   | 中国浦东干部学院 中国井冈山干部学院 中国延安干部学院                       | 周新建 |
| 中央第十一巡视组 | 中共中央和国家机关工作委员会 中共中央直属机关工作委员会 国家机关事务管理局 | 刘维佳 |
| 中央第十二巡视组 | 中国工程院 中国科学技术协会                                                | 武在平 |
| 中央第十三巡视组 | 中国中央对外联络部 中央外事工作委员会办公室 国家国际发展合作署             | 李炎溪 |
| 中央第十四巡视组 | 中共中央统战部 中央社会主义学院                                            | 刘彦平 |
| 中央第十五巡视组 | 中国科学院 中国社会科学院                                                  | 苏波   |

### 2020年

#### 第五轮巡视
2020年5月至6月，十九届中央第五轮巡视派出15个巡视组对35个中央和国家机关单位党组织开展常规巡视。
| 小组             | 进驻单位                                                  | 组长   |
| ---------------- | --------------------------------------------------------- | ------ |
| 中央第一巡视组   | 中华全国供销合作总社 中华全国工商业联合会                 | 许传智 |
| 中央第二巡视组   | 国家市场监督管理总局 国家药品监督管理局 國家知識產權局    | 薛利   |
| 中央第三巡视组   | 工业和信息化部 国家烟草专卖局                             | 辛维光 |
| 中央第四巡视组   | 中共中央政法委机关 国家信访局                             | 赵凤桐 |
| 中央第五巡视组   | 中国红十字会 中国宋庆龄基金会                             | 杨正超 |
| 中央第六巡视组   | 自然资源部 国家林业和草原局 中国地质调查局                | 王荣军 |
| 中央第七巡视组   | 中国外文出版发行事业局 中国出版集团                       | 郭旭明 |
| 中央第八巡视组   | 应急管理部 国家煤矿安全监察局 中国地震局                  | 宁延令 |
| 中央第九巡视组   | 人民日报社 求是杂志社                                     | 吴瀚飞 |
| 中央第十巡视组   | 光明日报社 中国日报社 经济日报社                          | 苗庆旺 |
| 中央第十一巡视组 | 國家廣播電視總局 中央廣播電視總台                         | 刘维佳 |
| 中央第十二巡视组 | 生态环境部 中国气象局                                     | 武在平 |
| 中央第十三巡视组 | 中央档案馆 中央党史和文献研究院                           | 李炎溪 |
| 中央第十四巡视组 | 中央宣传部（中央文明办） 中央网络安全和信息化委员会办公室 | 高飞   |
| 中央第十五巡视组 | 国务院参事室 国家文物局 国务院发展研究中心                | 苏波   |

#### 第六轮巡视
2020年10月至12月，十九届中央第六轮巡视对17个省市区和15个中央单位党组织开展常规巡视。对第六轮巡视所涉及5个副省级城市的党委和人大常委会、政府、政协党组主要负责人也一并纳入巡视范围。
| 小组             | 进驻单位                                           | 组长   |
| ---------------- | -------------------------------------------------- | ------ |
| 中央第一巡视组   | 公安部 国家移民管理局                              | 许传智 |
| 中央第二巡视组   | 湖北省（含武汉市四大班子党委党组） 广西壮族自治区  | 薛利   |
| 中央第三巡视组   | 财政部 中国残疾人联合会                            | 辛维光 |
| 中央第四巡视组   | 上海市 浙江省（含杭州市、宁波市四大班子党委党组）  | 赵凤桐 |
| 中央第五巡视组   | 安徽省 江西省                                      | 杨正超 |
| 中央第六巡视组   | 新疆维吾尔自治区 新疆生产建设兵团                  | 王荣军 |
| 中央第七巡视组   | 全国政协机关 中国国际贸易促进委员会                | 郭旭明 |
| 中央第八巡视组   | 内蒙古自治区 吉林省（含长春市四大班子党委党组）    | 宁延令 |
| 中央第九巡视组   | 水利部 农业农村部 中国农业科学院                   | 吴瀚飞 |
| 中央第十巡视组   | 云南省 西藏自治区                                  | 苗庆旺 |
| 中央第十一巡视组 | 北京市 天津市                                      | 刘维佳 |
| 中央第十二巡视组 | 重庆市 陕西省（含西安市四大班子党委党组）          | 武在平 |
| 中央第十三巡视组 | 全国人大常委会机关 审计署                          | 杨艺文 |
| 中央第十四巡视组 | 国家卫生健康委员会 国家医疗保障局 国家中医药管理局 | 高飞   |
| 中央第十五巡视组 | 甘肃省 青海省                                      | 苏波   |

### 2021年

#### 第七轮巡视
2021年5月至6月，十九届中央第七轮巡视对教育部和31所中管高校党组（党委）集中开展常规巡视。
| 小组             | 进驻单位                                   | 组长   | 发现问题 |
| ---------------- | ------------------------------------------ | ------ | -------- |
| 中央第一巡视组   | 南京大学 东南大学                          | 舒国增 |          |
| 中央第二巡视组   | 中国科学技术大学 浙江大学                  | 王新哲 |          |
| 中央第三巡视组   | 教育部 北京师范大学                        | 秦斌   |          |
| 中央第四巡视组   | 复旦大学 上海交通大学 同济大学             | 王鸿津 |          |
| 中央第五巡视组   | 中山大学 厦门大学                          | 杨正超 |          |
| 中央第六巡视组   | 北京大学 中国人民大学                      | 王荣军 |          |
| 中央第七巡视组   | 四川大学 重庆大学                          | 郭旭明 |          |
| 中央第八巡视组   | 武汉大学 华中科技大学                      | 杨鑫   |          |
| 中央第九巡视组   | 清华大学 中国农业大学                      | 吴瀚飞 |          |
| 中央第十巡视组   | 南开大学 天津大学                          | 苗庆旺 |          |
| 中央第十一巡视组 | 山东大学 大连理工大学                      | 裴显鼎 |          |
| 中央第十二巡视组 | 中南大学 兰州大学                          | 祝树民 |          |
| 中央第十三巡视组 | 北京理工大学 北京航空航天大学              | 任建华 |          |
| 中央第十四巡视组 | 西安交通大学 西北工业大学 西北农林科技大学 | 高飞   |          |
| 中央第十五巡视组 | 哈尔滨工业大学 吉林大学                    | 苏波   |          |

#### 第八轮巡视
2021年10月至12月，十九届中央第八轮巡视派出15个巡视组对25家金融单位党组织集中开展常规巡视。
| 小组             | 进驻单位                            | 组长   | 发现问题 |
| ---------------- | ----------------------------------- | ------ | -------- |
| 中央第一巡视组   | 中国进出口银行 中国出口信用保险公司 | 舒国增 |          |
| 中央第二巡视组   | 交通銀行 上海证券交易所             | 王新哲 |          |
| 中央第三巡视组   | 中國太平洋保險 深圳证券交易所       | 秦斌   |          |
| 中央第四巡视组   | 中国银行保险监督管理委员会          | 杨国中 |          |
| 中央第五巡视组   | 中国光大集团                        | 杨正超 |          |
| 中央第六巡视组   | 中国证券监督管理委员会              | 王荣军 |          |
| 中央第七巡视组   | 中国东方资产管理 中国信达资产管理   | 郭旭明 |          |
| 中央第八巡视组   | 国家开发银行 中国农业发展银行       | 杨鑫   |          |
| 中央第九巡视组   | 中国中信集团                        | 吴瀚飞 |          |
| 中央第十巡视组   | 中国银行 中国建设银行               | 苗庆旺 |          |
| 中央第十一巡视组 | 中国人民保险集团 中国人寿保险       | 裴显鼎 |          |
| 中央第十二巡视组 | 中国投资有限责任公司                | 祝树民 |          |
| 中央第十三巡视组 | 中国华融资产管理 中国长城资产管理   | 任建华 |          |
| 中央第十四巡视组 | 中国人民银行 国家外汇管理局         | 高飞   |          |
| 中央第十五巡视组 | 中国工商银行 中国农业银行           | 苏波   |          |

### 2022年

#### 第九轮巡视
2022年4月至5月，十九届中央第九轮巡视对25家中央单位党组织开展巡视。至本轮巡视结束，第十九届中央完成了对中央和国家机关、省区市和新疆生产建设兵团、国有重要骨干企业、中央金融单位和中管高校的巡视全覆盖。
| 小组             | 进驻单位                                                             | 组长   | 发现问题 |
| ---------------- | -------------------------------------------------------------------- | ------ | -------- |
| 中央第一巡视组   | 中央国家安全委员会办公室 国家安全部                                  | 许传智 |          |
| 中央第二巡视组   | 民政部                                                               | 马奔   |          |
| 中央第三巡视组   | 中央军民融合发展委员会办公室 退役军人事务部                          | 辛维光 |          |
| 中央第四巡视组   | 人力资源社会保障部 全國社會保障基金理事會                            | 陶治国 |          |
| 中央第五巡视组   | 中国国家铁路集团 国家铁路局                                          | 杨正超 |          |
| 中央第六巡视组   | 中共中央办公厅 中央保密委员会办公室                                  | 王荣军 |          |
| 中央第七巡视组   | 国家税务总局                                                         | 秦斌   |          |
| 中央第八巡视组   | 国家发展改革委 国家粮食和物资储备局                                  | 杨鑫   |          |
| 中央第九巡视组   | 中国工程物理研究院                                                   | 田野   |          |
| 中央第十巡视组   | 中共中央政策研究室 中央全面深化改革委员会办公室 中央财经委员会办公室 | 苗庆旺 |          |
| 中央第十一巡视组 | 中央纪委国家监委机关                                                 | 裴显鼎 |          |
| 中央第十二巡视组 | 交通运输部 中国民用航空局 国家邮政局                                 | 祝树民 |          |
| 中央第十三巡视组 | 中共中央组织部                                                       | 任建华 |          |
| 中央第十四巡视组 | 国务院办公厅 国务院研究室                                            | 高飞   |          |
| 中央第十五巡视组 | 中国工商银行 中国农业银行                                            | 苏波   |          |

## 二十大之後巡视

### 2023年

#### 第一轮巡视
2023年4月至7月，对30家中管企业、5家金融单位和国家体育总局展开巡视。同年9月，中央巡视工作领导小组召开集中反馈会议；各巡视组分别对巡视单位进行了“一对一”反馈。次年7月，公布被巡视单位党组织巡视整改进展情况。

#### 第二轮巡视
2023年10月至12月，对26家中管企业和5家职能部门开展常规巡视，对国家铁路局党组、中国国家铁路集团有限公司党组开展巡视“回头看”。次年3月，中央巡视工作领导小组召开集中反馈会议；各巡视组分别对巡视单位进行了“一对一”反馈。2025年2月，公布被巡视单位党组织巡视整改进展情况。

### 2024年

#### 第三轮巡视
2024年4月至7月，对34家经济工作部门和金融单位开展常规巡视。同年10月，中央巡视工作领导小组召开集中反馈会议；各巡视组分别对巡视单位进行了“一对一”反馈。

#### 第四轮巡视
2024年11月至次年1月，对34家中央和国家机关单位开展常规巡视。次年4月，中央巡视工作领导小组召开集中反馈会议；各巡视组分别对巡视单位进行了“一对一”反馈。

### 2025年

#### 第五轮巡视
2025年4月8日，公布巡视对象。同月17日，完成进驻。
| 小组             | 进驻单位         | 组长   |
| ---------------- | ---------------- | ------ |
| 中央第一巡视组   | 安徽省           | 张骥   |
| 中央第二巡视组   | 山西省           | 孔圣根 |
| 中央第三巡视组   | 湖南省           | 张春生 |
| 中央第四巡视组   | 吉林省           | 陈学东 |
| 中央第五巡视组   | 河南省           | 耿长有 |
| 中央第六巡视组   | 云南省 昆明市    | 王荣军 |
| 中央第七巡视组   | 河北省           | 李迎春 |
| 中央第八巡视组   | 海南省           | 杨鑫   |
| 中央第九巡视组   | 湖北省           | 王新哲 |
| 中央第十巡视组   | 内蒙古自治区     | 陈章永 |
| 中央第十一巡视组 | 宁夏回族自治区   | 张谦   |
| 中央第十二巡视组 | 四川省           | 施克辉 |
| 中央第十三巡视组 | 新疆生产建设兵团 | 于长辉 |
| 中央第十四巡视组 | 甘肃省           | 张福根 |
| 中央第十五巡视组 | 江西省           | 李建明 |
| 中央第十六巡视组 | 浙江省           | 腊翊凡 |

## 关联条目
- 巡按
- 张化为、董宏、刘彦平
  - 贺家铁、曲淑辉
- 中共十八大后的反腐败
- 中央巡视工作领导小组
- 巡视利剑